# Geistige Gewalt
Geistige Gewalt (Originaltitel: Violations) ist die zwölfte Folge der fünften Staffel der US-amerikanischen Science-Fiction-Fernsehserie Raumschiff Enterprise – Das nächste Jahrhundert. Sie wurde in den Vereinigten Staaten über Syndication vermarktet und erstmals am 3. Februar 1992 auf verschiedenen Fernsehsendern ausgestrahlt. In Deutschland war sie zum ersten Mal am 14. April 1994 in einer synchronisierten Fassung auf Sat.1 zu sehen.

## Handlung
Im Jahr 2368 bei Sternzeit 45429.3 kommt eine Gruppe von Ullianern an Bord der Enterprise. Sie bezeichnen sich als telepathische Historiker und nutzen ihre Fähigkeiten, um anderen Personen längst verschüttete Erinnerungen wieder ins Gedächtnis zu rufen. Einer von ihnen, ein älterer Mann namens Tarmin, demonstriert der Besatzung sein Können. Später nimmt die Gruppe an einem Empfang bei Captain Picard und den Führungsoffizieren teil. Tarmin erklärt, dass sie vorhaben, ein Erinnerungsarchiv anzulegen und deshalb zahlreiche Planeten besuchen. Er ist sehr begierig darauf, auch die Erinnerungen der Führungsoffiziere zu erforschen, was diese aber höflich ablehnen. Zudem beschämt Tarmin seinen Sohn Jev, indem er seine eigenen telepathischen Fähigkeiten preist, die von Jev hingegen als eher bescheiden darstellt. Sichtbar gekränkt verlässt Jev den Empfang. Schiffsberaterin Deanna Troi begleitet ihn ein Stück und findet aufmunternde Worte für ihn. Als Troi schließlich in ihr Quartier geht, hat sie ungewöhnlich intensive Erinnerungen an einen Pokerabend mit dem ersten Offizier Riker. Zwischen ihr und Riker entwickelt sich ein kurzer romantischer Moment, doch plötzlich bedrängt sie Riker und versucht, sie zu vergewaltigen. Sein Gesicht verändert sich und wird zu dem von Jev. Schließlich fällt Troi ins Koma.
Sie wird auf die Krankenstation gebracht, wo Schiffsärztin Beverly Crusher zunächst keine Ursache für das Koma ermitteln kann. Da Jev der letzte war, der Troi noch gesund gesehen hat, möchte Riker ihm und den anderen Ullianern einige Fragen stellen. Obwohl Riker versichert, dass man ihnen nichts vorwirft, reagiert Jev sehr abweisend, informiert aber seine Begleiter.
Riker verbringt mehrere Stunden an der Seite von Troi, doch schließlich weist ihn Dr. Crusher an, zu Bett zu gehen. Als er einschläft, hat er einen Albtraum: Er ist im Maschinenraum, als sich ein Bruch des Warpkerns ereignet. Er ist gezwungen, den betroffenen Bereich zu versiegeln, doch dabei wird eine Ingenieurin eingeschlossen und findet den Tod. Einer ihrer Kollegen, der sich plötzlich in Jev verwandelt, macht Riker deswegen schwere Vorwürfe. Schließlich fällt auch Riker ins Koma.
Dr. Crusher stellt bei Troi und Riker eine Auffälligkeit im Thalamus fest. Dies weist auf das Iresin-Syndrom hin, doch weitere typische Symptome wie ein erhöhter Histamin-Spiegel fehlen. Dr. Crusher untersucht Keiko O’Brien, deren Gedächtnis von den Ullianern erforscht wurde, doch sie findet keine Auffälligkeiten. Bei ihrer weiteren Arbeit in der Krankenstation überkommt Dr. Crusher plötzlich die Erinnerung an den Tod ihres Ehemanns Jack. Captain Picard begleitet sie in die Leichenhalle, wo sie sich von Jack verabschiedet. Unvermittelt verwandeln sich sowohl Jack als auch Picard in Jev und Dr. Crusher fällt ebenfalls ins Koma.
Nachdem Chefingenieur La Forge eine Reihe chemischer Substanzen als Krankheitsursache ausschließen konnte, ordnet Picard an, die Ermittlungen nun ganz auf die Ullianer zu konzentrieren. La Forge und der zweite Offizier Data gehen die medizinischen Aufzeichnungen aller Planeten durch, die von den Ullianern besucht wurden, und suchen nach ähnlichen Krankheitsfällen, die sich während ihres Aufenthalts ereignet haben. Die Suche bleibt zunächst erfolglos, bis Data auf die Idee kommt, dass vielleicht nicht alle Ärzte so gründlich sind wie Dr. Crusher. Er erweitert die Suche daher von ungeklärten Krankheitsfällen auf solche, die dem Iresin-Syndrom zugeordnet wurden, und tatsächlich erscheinen jetzt mehrere Treffer.
Zeitgleich erwacht Troi aus ihrem Koma, doch sie kann sich an nichts mehr erinnern. Die Ullianer bieten an, ihre verschütteten Erinnerungen wieder hervorzuholen, und sie stimmt zu. Jev führt die Prozedur durch. Troi erinnert sich wieder an den Pokerabend mit Riker, doch dieses Mal verwandelt er sich in Tarmin, als er sie bedrängt. Jev entschuldigt sich formell bei Picard. Er versichert ihm, dass es in seiner Heimat als schweres Verbrechen gilt, ohne Einwilligung in den Geist einer anderen Person einzudringen. Tarmin erwartet eine schwere Strafe.
Vor der Abreise seiner Gruppe will Jev noch einmal Troi besuchen. Er entschuldigt sich zunächst bei ihr, macht dann aber Bemerkungen über ihre Schönheit und Liebenswürdigkeit. Das bringt Trois Erinnerungen an die wahren Ereignisse zurück. Ihr wird klar, dass Jev und nicht Tarmin in ihren Geist eingedrungen ist. Als sie ihn damit konfrontiert, geht er auf sie los. Er wird schließlich von Data und Sicherheitschef Worf aufgehalten, die mit einigen Sicherheitsleuten Trois Quartier stürmen. Data und La Forge ist bei ihren Recherchen aufgefallen, das Jev der einzige aus der Historikergruppe ist, der alle Planeten besucht hat, von denen Fälle des Iresin-Syndroms gemeldet wurden.
Tarmin entschuldigt sich nun seinerseits für seinen Sohn. Er versichert, dass solch schändliche Taten in seiner Heimat seit 300 Jahren nicht mehr vorgekommen wären, und verspricht, dass Jevs Opfer Hilfe von ullianischen Ärzten erhalten werden.

## Verbindungen zu anderen Star-Trek-Produktionen
Im Spielfilm Star Trek: Nemesis von 2002 durchlebt Deanna Troi erneut eine geistige Vergewaltigung.

## Produktion

### Drehbuch
Jeri Taylor wollte das Thema Vergewaltigung thematisieren, doch sie befürchtete, dabei nur altbekannte Erzählmuster zu wiederholen. Schließlich kamen sie und Pamela Gray auf die Idee, das Thema mit einem Science-Fiction-Element zu verbinden und eine geistige Vergewaltigung zu zeigen.
Es wurden Albtraumszenarien für alle Hauptfiguren der Serie entwickelt, von denen aber letztlich nur die von Troi, Riker und Crusher verwendet wurden. La Forges Szenario beinhaltete ein traumatisches Erlebnis aus seiner Kindheit, bei dem er in einem Feuer gefangen war. Diese hier nicht verwendete Erinnerung wurde ins Drehbuch der unmittelbar zuvor ausgestrahlten Folge 5.11 (Der einzige Überlebende) übernommen.

### Darsteller
Geistige Gewalt ist die einzige Folge der beiden Serien Raumschiff Enterprise – Das nächste Jahrhundert und Star Trek: Deep Space Nine, in der die Nebenfigur Keiko O’Brien (Rosalind Chao) ohne ihren Mann Miles O’Brien (Colm Meaney) auftritt.
Eve Brenner, Darstellerin von Inad, spielte auch Korenna Mirell in Folge 3.06 (Das Erinnern) von Star Trek: Raumschiff Voyager.

### Kulissen
Die Kapitänsmesse der Enterprise ist hier zum zweiten und letzten Mal in der Serie zu sehen. Sie kam zum ersten Mal in Folge 3.17 (Die Sünden des Vaters) vor. Für diesen Raum wurde das umgebaute Set der Beobachtungslounge verwendet.
In dieser Folge ist in mehreren Szenen ein Nahrungsreplikator zu sehen, dessen Bediendisplay im Design des 23. statt des 24. Jahrhunderts gehalten ist. Er war als Kulisse für den Spielfilm Star Trek VI: Das unentdeckte Land genutzt worden, der 75 Jahre vor den Ereignissen aus Geistige Gewalt spielt. Offensichtlich wurde vergessen, die vorgenommenen Modifikationen nach Abschluss der Dreharbeiten des Films wieder rückgängig zu machen.

## Rezeption
Keith DeCandido bewertete Geistige Gewalt 2012 auf tor.com als eine eher schlechte Folge von Raumschiff Enterprise – Das nächste Jahrhundert, die eine interessante Grundidee bietet, der jedoch jegliche Spannung fehlt, da von Anfang an klargemacht wird, dass Jev der Täter ist. Die falsche Spur zu Tarmin wirkt dadurch bedeutungslos. DeCandido fand auch, dass die Folge unbeabsichtigt ein äußerst schlechtes Licht auf Riker wirft. Beim Eindringen in Rikers und Crushers Geist erschafft Jev keine reinen Phantasiegebilde, sondern bedient sich der realen Erinnerung an den Tod von Crushers Ehemann sowie an eine lebensnahe Situation, die Riker tatsächlich widerfahren könnte. Dies wirft für ihn die Frage auf, ob auch Trois Vergewaltigung vielleicht ein realer Vergewaltigungsversuch durch Riker zugrunde liegt. Positiv hob DeCandido die Eröffnungsszene und die Kameraarbeit hervor.